# Pharsalia dunni
Pharsalia dunni är en skalbaggsart som beskrevs av Stefan von Breuning 1972. Pharsalia dunni ingår i släktet Pharsalia och familjen långhorningar. Inga underarter finns listade i Catalogue of Life.